# هارولد تانر
هارولد تانر (بالإنجليزية: Harold Tanner) هو مصرفي أمريكي، ولد في 1932.